# صوفی‌چای
صوفی‌چای یا گپی‌چای یا صاف رود یکی از رودهای استان آذربایجان شرقی است. این رود از کوه سهند سرچشمه می‌گیرد و پس از عبور از غرب شهر مراغه و جنوب شهر بناب، به دریاچه ارومیه می‌ریزد. سد علویان بر روی این رود احداث شده‌است.